# Conspiración de los Pazzi
La conspiración de los Pazzi fue un complot urdido en 1478 para quitar el gobierno de la República de Florencia (Italia) a los Médici Lorenzo y Giuliano. 
Los florentinos Francesco y Jacopo de Pazzi, aliados con el arzobispo de Pisa Francesco Salviati, y apoyados desde Roma por el papa Sixto IV y su sobrino Girolamo Riario y desde Nápoles por el rey Ferrante I, planearon y llevaron a cabo el atentado el 26 de abril en la catedral de Santa María del Fiore. 
La conspiración resultó un fracaso; Giuliano murió, pero Lorenzo solo salió herido levemente; la represalia popular y las condenas judiciales causaron la muerte de cerca de ochenta personas, entre ellos casi todos los conjurados. 
La ejecución de varios eclesiásticos motivó la excomunión de Lorenzo, el entredicho contra Florencia y la posterior declaración de guerra; los Estados pontificios, aliados con Nápoles y Siena, atacaron durante dos años a Florencia, aliada con Milán y Venecia, hasta que el asalto de los otomanos a Otranto hizo necesaria la paz para unir a todos los estados italianos.

## Contexto

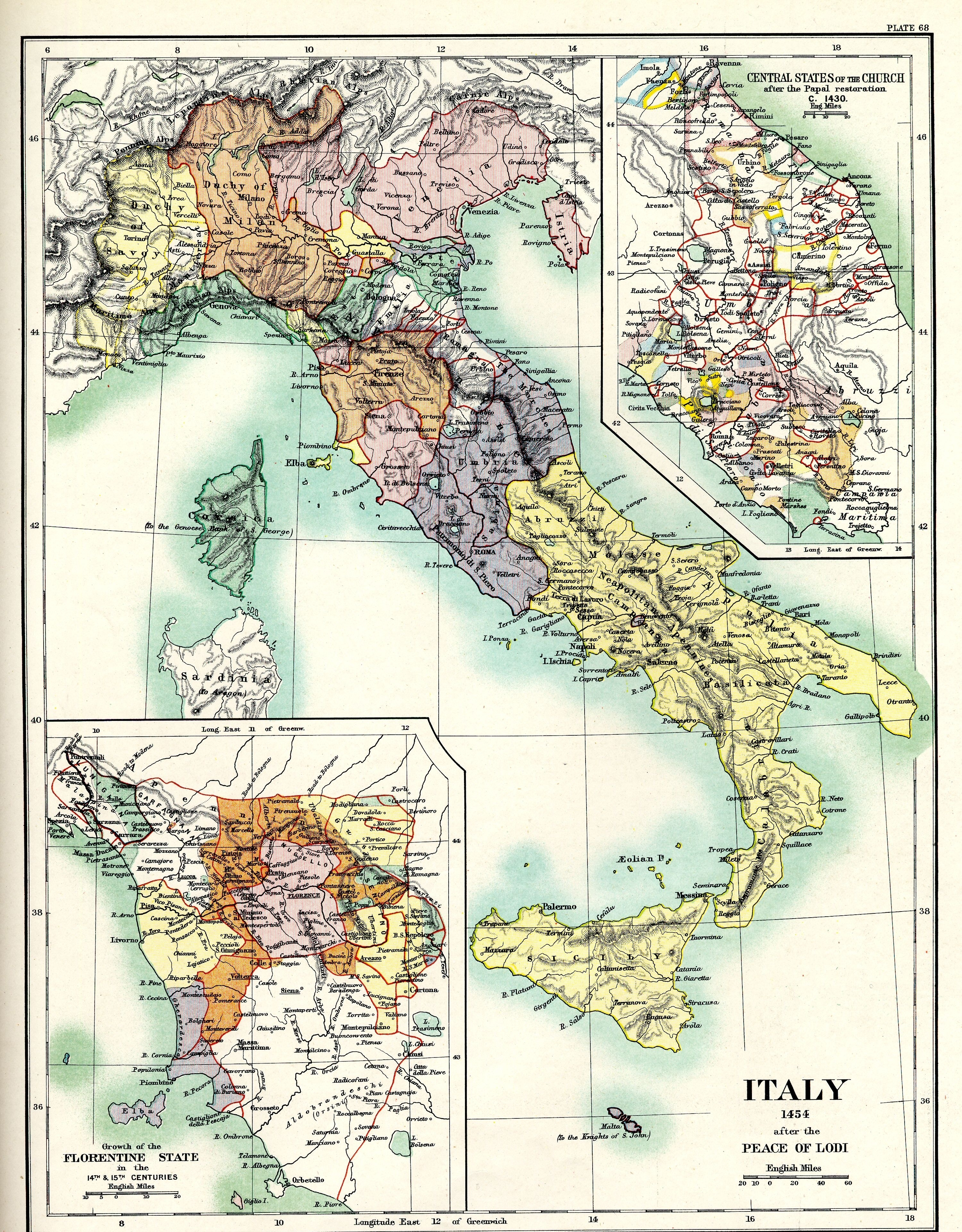
Italia en 1454.

### Italia en elsigloXV
En 1454 el Tratado de Lodi había puesto fin a las Guerras de Lombardía y había unido a todos los estados italianos en la Santísima Liga, iniciando un largo periodo de relativa paz en el que convivían los Estados Pontificios, el Reino de Nápoles, el Ducado de Milán y las repúblicas de Venecia y Florencia con varios pequeños principados, repúblicas y ciudades estado. En una época de transición entre la Baja Edad Media y la Edad Moderna, el auge del comercio impulsaba la economía, y la cultura progresaba hacia el Humanismo y el Renacimiento. 
Desde finales del siglo XIII habían surgido en muchas comunas urbanas del centro y norte de Italia la institución de la signoria: una forma de gobierno centrada en un solo hombre o en una sola familia, de origen noble y economía pudiente, que con el apoyo de una parte relevante de la población ejercía el gobierno de facto de la ciudad-estado, paralelamente a las instituciones oficiales y a veces por encima de ellas. 

### Los Médici en el gobierno de Florencia

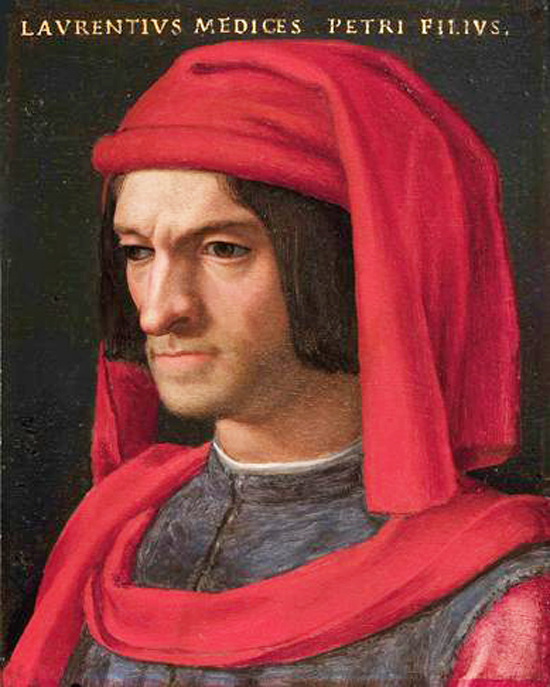
Lorenzo de Médici.

Giuliano de Médici.

En la República de Florencia la signoria había recaído en la familia de los Médici: a principios del siglo XIV Giovanni de Médici había impulsado a la familia gracias a los ingresos económicos obtenidos por los progresos del Banco Medici; en 1434 su hijo Cosme de Médici se había impuesto sobre Rinaldo degli Albizzi como gobernante de Florencia y había sido titulado "Padre de la Patria"; en 1464 el cargo había pasado a su hijo Piero, y muerto éste en 1469, los principales nobles de la ciudad acordaron entregar el poder a su hijo veinteañero Lorenzo, secundado por su hermano Giuliano.
Siguiendo la misma política que sus antecesores, Lorenzo se dedicó a colocar en los órganos de gobierno a personas de su confianza, obstaculizando el ascenso de quienes pudieran llegar a ser demasiado poderosos como para rivalizar con él.

Médici.

Pertenecía al sistema político de los Médici no permitir que ninguna familia, aun de las que seguían su partido o estaban emparentadas con ellos, llegara a ser demasiado rica o poderosa, y Lorenzo de Médici procedió en este respecto con especial falta de miramientos.

### La familia Pazzi

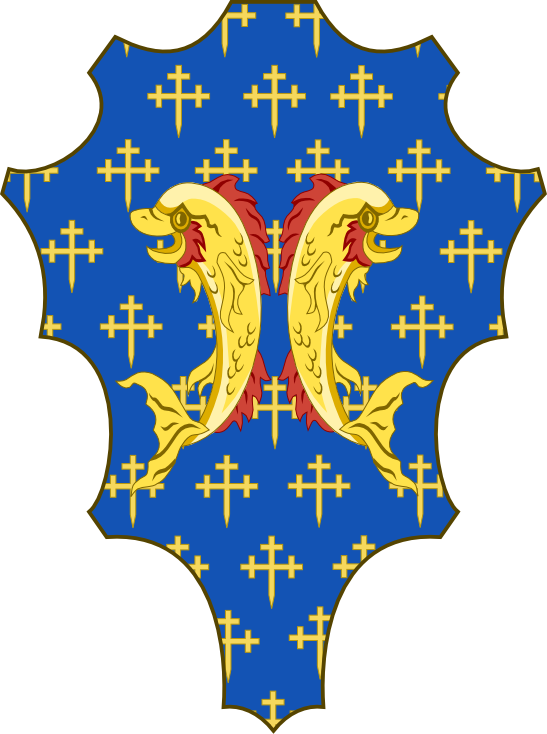
Pazzi.

Los Pazzi eran una familia igualmente destacada entre las de Florencia por su nobleza y poder económico.  El patriarca Jacopo de Pazzi tenía una hija natural y numerosos sobrinos, entre ellos Francesco, que dirigía el potente Banco Pazzi de Roma.
Cosme de Médici había intentado atraerlos con el matrimonio de Guillermo de Pazzi con Bianca de Médici celebrado en 1459, y la relación entre ambas familias había sido cordial durante años, pero Lorenzo tenía otra forma de gobierno más excluyente, y entre los Pazzi (especialmente Francesco) comenzó a difundirse la idea de que no se les trataba con el honor que merecían. 
Especialmente humillante fue el caso de que tras la muerte de Giovanni Borromeo, los magistrados de justicia negaron su cuantiosa herencia a su única hija Beatrice Borromeo, esposa de Giovanni de Pazzi, y en su lugar se la concedieron a Carlo Borromeo, sobrino del difunto, aplicando una ley de nueva redacción que con efecto retroactivo prohibía la transmisión hereditaria por línea femenina en casos de abintestato.

### Sixto IV y Girolamo Riario
Más relevantes eran los desencuentros de los Médici con el papa Sixto IV. En los primeros años de su pontificado, Lorenzo había sido recibido cordialmente en Roma, el Banco Médici dirigido por su tío Giovanni Tornabuoni había recibido la administración de las finanzas de la Santa Sede y se le hicieron nuevas concesiones sobre las pingües minas de alumbre de Tolfa, pero las cosas cambiaron en los años siguientes: en 1472 Lorenzo había aprovechado la ayuda militar que el papa le había enviado en su guerra contra Volterra para destruir la ciudad; en 1475 había apoyado a Niccolò Vitelli en la conquista de Città di Castello, que pertenecía a los Estados Pontificios, y en 1477 a Carlo Fortebraccio contra Siena. El papa quitó las finanzas de la Santa Sede a los Médici para entregarla a los Pazzi.
Por otro lado, en 1473 el papa había comprado al duque de Milán Galeazzo María Sforza la ciudad de Ímola y la había infeudado en los Estados Pontificios entregando la signoria a su sobrino Girolamo Riario. Lorenzo había intentado impedir la operación y se había opuesto al matrimonio de Caterina Sforza con Riario, y este sospechaba que tras la muerte de su tío los florentinos atacarían su ciudad y buscaba la manera de adelantárseles.

### El arzobispo Salviati
Emparentado con los Pazzi y bajo la protección del papa estaba Francesco Salviati.  Tras la muerte de Pietro Riario en 1474, Salviati estuvo propuesto para sucederle como arzobispo de Florencia, pero por la importancia política del obispado, Lorenzo de Médici se opuso a ello, poniendo en su lugar a su cuñado Rinaldo Orsini.  
Pocos meses después murió el arzobispo de Pisa Filippo de Médici; Sixto IV nombró a Salviati en su lugar, pero nuevamente Lorenzo se opuso a su toma de posesión de la diócesis, proponiendo para el cargo a su antiguo tutor Gentile de' Becchi, y le prohibió el ingreso en la ciudad durante dos años.

## La conspiración
Quién fuera el primero que concibió el pensamiento de procurar un cambio del sistema de gobierno en Florencia, por medio de un brutal y sangriento atentado, es cosa incierta.

### Los preparativos
Girolamo Riario encargó la cobertura militar de la conjura a Giovanni Battista de Montesecco, reputado condotiero al servicio de la Santa Sede. Montesecco viajó a Florencia, donde se entrevistó con Lorenzo de Médici, que le recibió cordialmente, y con Jacopo de Pazzi, quien a pesar de su reticencia inicial terminó por unirse a la conjura al conocer el apoyo del papa a la misma.  
En un encuentro posterior mantenido en Roma entre Sixto IV, Riario y Montesecco, el papa dispuso que los Médici debían ser apartados del gobierno de Florencia, aunque dejando claro que no debían morir.
A la conjura se unieron el comerciante Bernardo Bandini, «alma perdida, que miserable como era, a cualquier maldad acudía»; Antonio Maffei, escritor apostólico que servía en casa de Francesco de Pazzi, y Stefano de Bagnone, que enseñaba latín a su hija Caterina; Napoleone Franzesi, de la casa de Guillermo de Pazzi; Jacopo Salviati, hermano del arzobispo, otro Jacopo, su sobrino, y Jacopo Bracciolini, secretario del cardenal. Los condottieri Giovanfrancesco da Tolentino y Lorenzo Giustini estarían con sus tropas en Romagna y Arezzo, prestos a llegarse a Florencia.

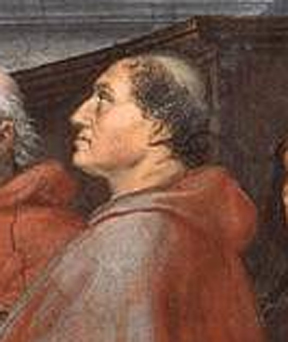
Raffaele Riario.

Raffaele Riario, sobrino del papa, había sido creado cardenal el año anterior con diecisiete años; estudiante en la Universidad de Pisa, en enero de 1478 fue nombrado legado en Umbría, y en abril atravesó Florencia de camino a su legación, llevando consigo la escolta de los hombres de Montesecco y un numeroso séquito, incluyendo a Salviati.  La idea original de los conjurados era envenenar a los Médici durante un banquete ofrecido en honor del cardenal, pero cambiaron sus planes al enterarse de que Giuliano no asistiría por encontrarse indispuesto. Se concertaron para ejecutarlo durante la celebración de la misa que tendría lugar al día siguiente.  Francesco de Pazzi y Bernardo Bandini deberían ser los encargados de asesinar a Giuliano; la muerte de Lorenzo se cometió al veterano Montesecco, pero este se negó alegando el sacrilegio de cometer un homicidio en un lugar sagrado, y la tarea se encomendó a Antonio Maffei y Stefano da Bagnone, «que por práctica y por carácter eran ineptísimos para tal empresa».

### El atentado
El atentado se produjo cerca de las 14:00 horas del domingo 26 de abril de 1478 durante la celebración de la misa en Santa María del Fiore.El relato de los hechos es confuso por la sorpresa y rapidez con que se produjeron; entre los asistentes más cercanos al altar se extendió el pánico, y los que estaban en las filas traseras de la iglesia pensaron que el alboroto era debido al desplome del techo del templo. Según los testigos presenciales, a una señal convenida Bandini dio una cuchillada en el pecho a Giuliano, y Francesco de Pazzi lo apuñaló repetidas veces con tal furia que se autolesionó en una pierna; Maffei y Bagnone atacaron a Lorenzo, que con la ayuda de sus acompañantes consiguió refugiarse en la sacristía del templo con solo una pequeña herida en el cuello; Francesco Nori resultó muerto al interponerse entre Bandini y Lorenzo. 

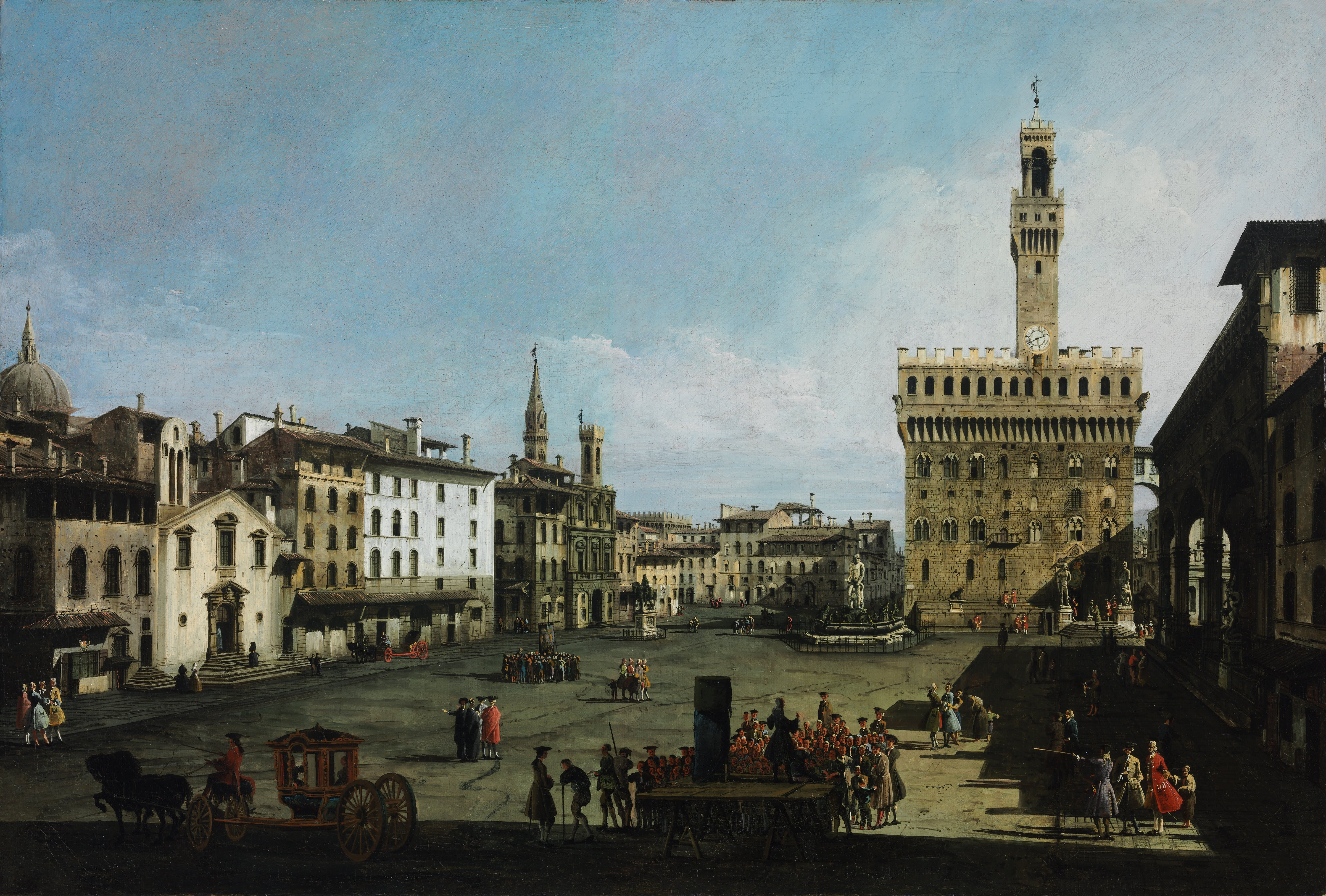
La Plaza de la Señoría, con el palacio al fondo.

Al mismo tiempo Francesco Salviati con su hermano Jacopo, su sobrino Jacopo Bracciolini y varios hombres más, entre ellos cinco hermanos perusinos apellidados Graziani que servían en la casa de Pazzi, fueron al Palacio de la Señoría con la intención de matar el gonfaloniero de justicia Cesare Petrucci, pero receloso de sus intenciones y con el apoyo de la guardia del palacio, Petrucci consiguió rechazar el ataque y cerrar el edificio a sus atacantes, que se retiraron. 
Jacopo de Pazzi, con unos cien hombres, acudió a la Plaza de la Señoría e intentó alentar a la población a unirse a la revuelta, pero los florentinos se declararon abiertamente a favor de los Médici.  Giovanfrancesco da Tolentino y Lorenzo Giustini llegaron con sus tropas hasta las murallas de Florencia, pero viendo el estado de las cosas se retiraron sin entrar en la ciudad.  La conspiración había fracasado.

### La represalia
Pocas horas después una muchedumbre asaltó el palacio Pazzi y capturó al arzobispo Salviati, a su hermano, a su sobrino y a Francesco de Pazzi, que fueron ahorcados en las ventanas del palacio de la señoría junto a varios de sus acompañantes. El resto de los conjurados fueron cayendo a lo largo de los días siguientes: Montesecco fue detenido e interrogado, y tras redactar una confesión de los hechos fue decapitado el día 28. 
A Maffei y Bagnone, que habían tomado asilo en la Badia Fiorentina, les cortaron las narices y las orejas antes de colgarlos. 

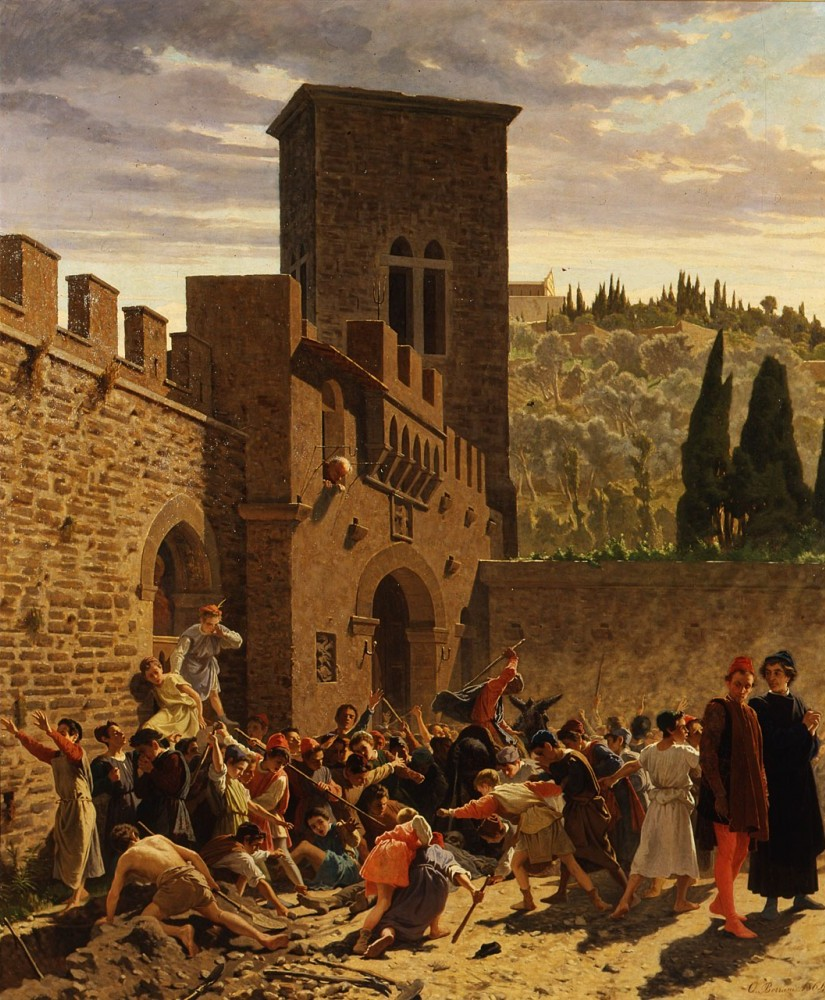
El cadáver de Jacopo de' Pazzi.

Jacopo de Pazzi huyó con la intención de cruzar los Alpes, pero fue capturado, devuelto a Florencia y ahorcado junto a su sobrino Renato ("que era sin duda alguna inocente"). Las autoridades ordenaron que el cuerpo de Jacopo, inicialmente sepultado en la iglesia de la Santa Cruz, fuera trasladado fuera de los muros de la ciudad, pero un grupo de muchachos volvió a desenterrarlo de aquí para exhibirlo por la ciudad y arrojarlo al río Arno desde el puente Rubaconte.
El número de muertos, entre linchados por el populacho y ejecutados por orden de la justicia, se calculó en unos ochenta hombres, entre ellos varios eclesiásticos del séquito del cardenal y del del arzobispo.
El hermano de Francesco, Giovanni, y sus primos Andrea, Niccolò, Leonardo, Giovanni y Galeotto, no participaron en la conjura pero presumiblemente conocían su existencia, y por ello fueron condenados a cadena perpetua, repartidos entre la cárcel de Stinche y la roca de Volterra. Su otro hermano, Guillermo (casado con una Médici), fue desterrado.  Sobre la casa de Pazzi se dictó un decreto de damnatio memoriae, confiscando sus propiedades, prohibiendo la exhibición de sus escudos y penalizando los matrimonios con miembros de esta familia. 
Bandini consiguió huir hasta que fue localizado en Constantinopla, extraditado a Florencia y ahorcado en diciembre de 1479. Franzesi, que también logró escapar, murió de peste también en 1479 en el campo militar del duque de Calabria.  
Al cardenal Raffaelle Riario se le consideró ignorante de la conjura, dada su juventud. Fue encarcelado.

## Consecuencias

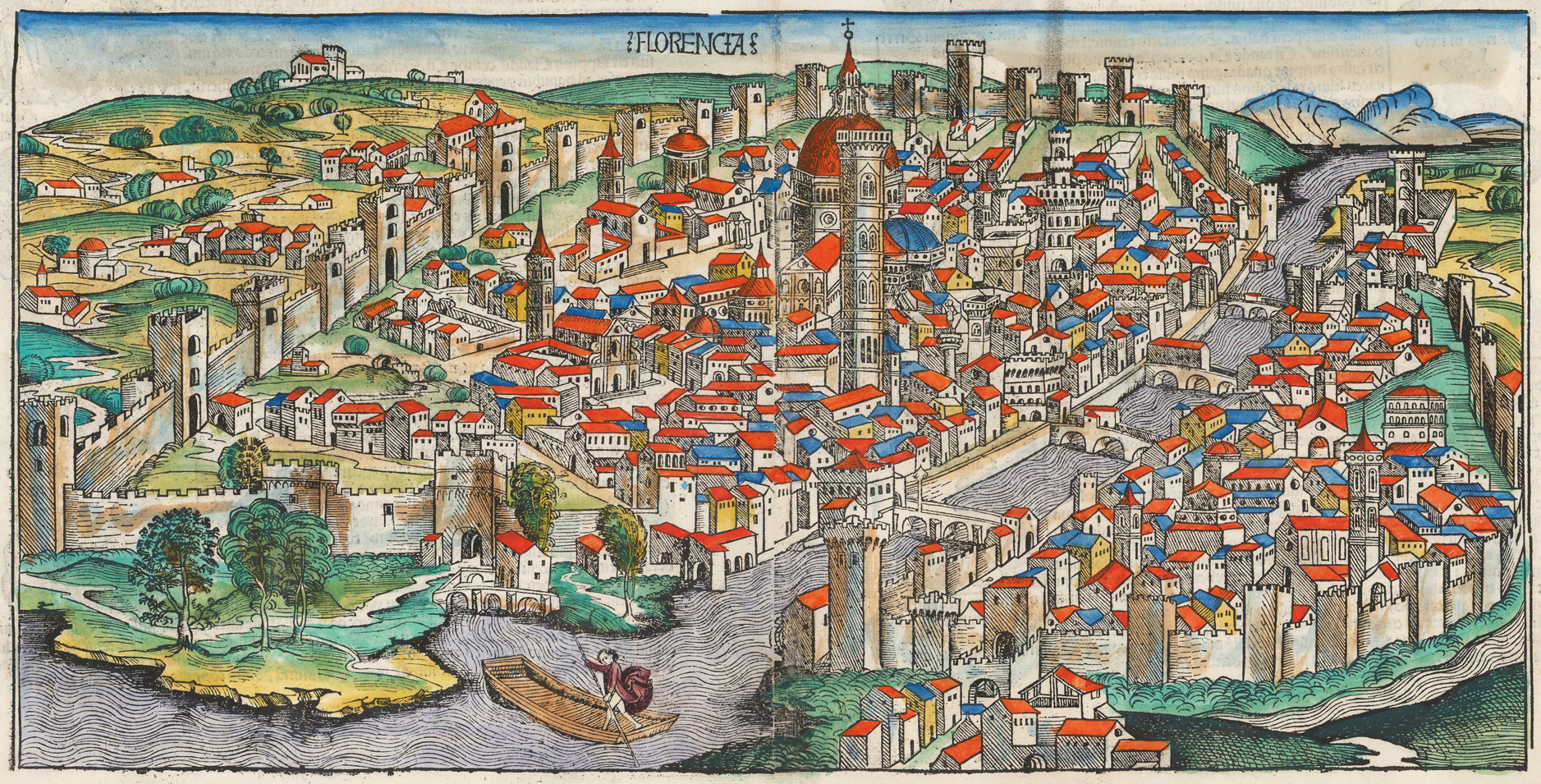
Florencia en el siglo XV.

### La excomunión de Lorenzo
La muerte del arzobispo Salviati y la de varios prelados, y la prisión del cardenal, violando la inmunidad eclesiástica de la que debían gozar, fue el argumento principal que el papa adujo para sus acciones posteriores. 
La residencia del embajador florentino en Roma Donato Acciaiuoli fue allanada por orden de Girolamo Riario. 
El 24 de mayo de 1478 llegó a Florencia el obispo de Perugia Giacomo Vannucci con cartas del cardenal Guillaume d'Estouteville reclamando la liberación del cardenal Riario, a lo que los florentinos se negaron. Sixto IV promulgó una bula en la que declaraba la excomunión contra Lorenzo y contra las autoridades de Florencia, exigía su destierro, la satisfacción por la muerte de los eclesiásticos y la liberación del cardenal, y amenazaba a los florentinos con el entredicho en caso de desobediencia.
En Florencia la reputación de Lorenzo salió favorecida: las instituciones y el pueblo se volcaron en su apoyo. La república respondió ignorando las órdenes pontificias y publicando un documento titulado Synodus florentina, compilación de un supuesto sínodo en el que el clero florentino rechazaba el entredicho. 
El cardenal Riario fue liberado el 12 de junio. El día siguiente llegó a Siena, "más muerto que vivo por el mucho miedo que había pasado", y el 20 a Roma.

### La guerra de Toscana

#### Primeros enfrentamientos
En julio de 1478 empezó la guerra.  El ejército de los Estados Pontificios dirigido por el duque de Urbino Federico da Montefeltro, aliado con el que envió el rey de Nápoles Ferrante I bajo el mando de su hijo el duque de Calabria Alfonso d'Aragona y con el de la República de Siena y los mercenarios suizos entraron en la Toscana.
La República de Florencia buscó la alianza de la de Venecia y del Ducado de Milán, al frente de cuyos ejércitos se puso al duque de Ferrara Ercole de'Este.  El rey Luis XI de Francia, alineado con estos, amenazó con la convocatoria de un concilio contra la autoridad papal buscando crear un cisma en la Iglesia. 

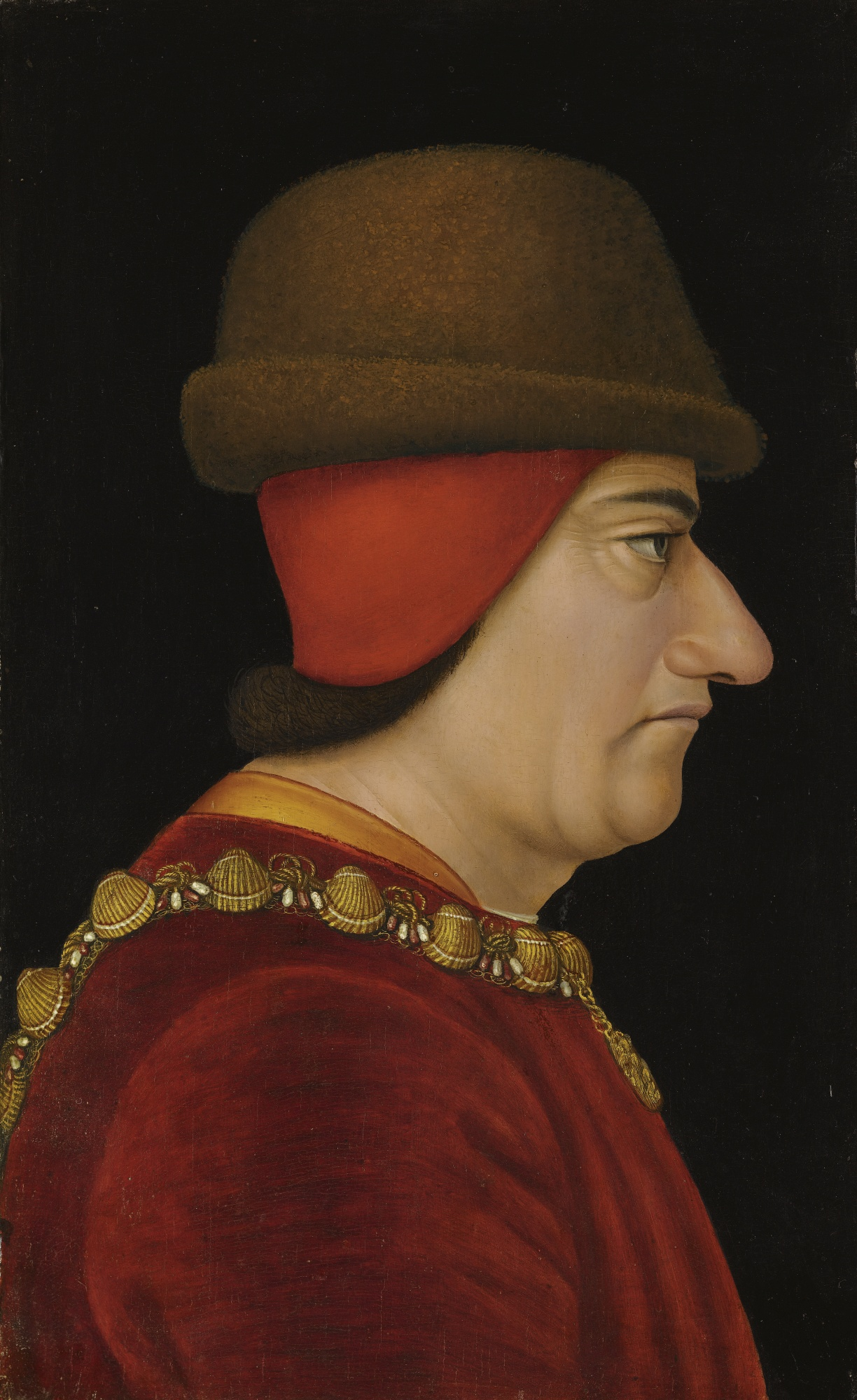
Luis XI.

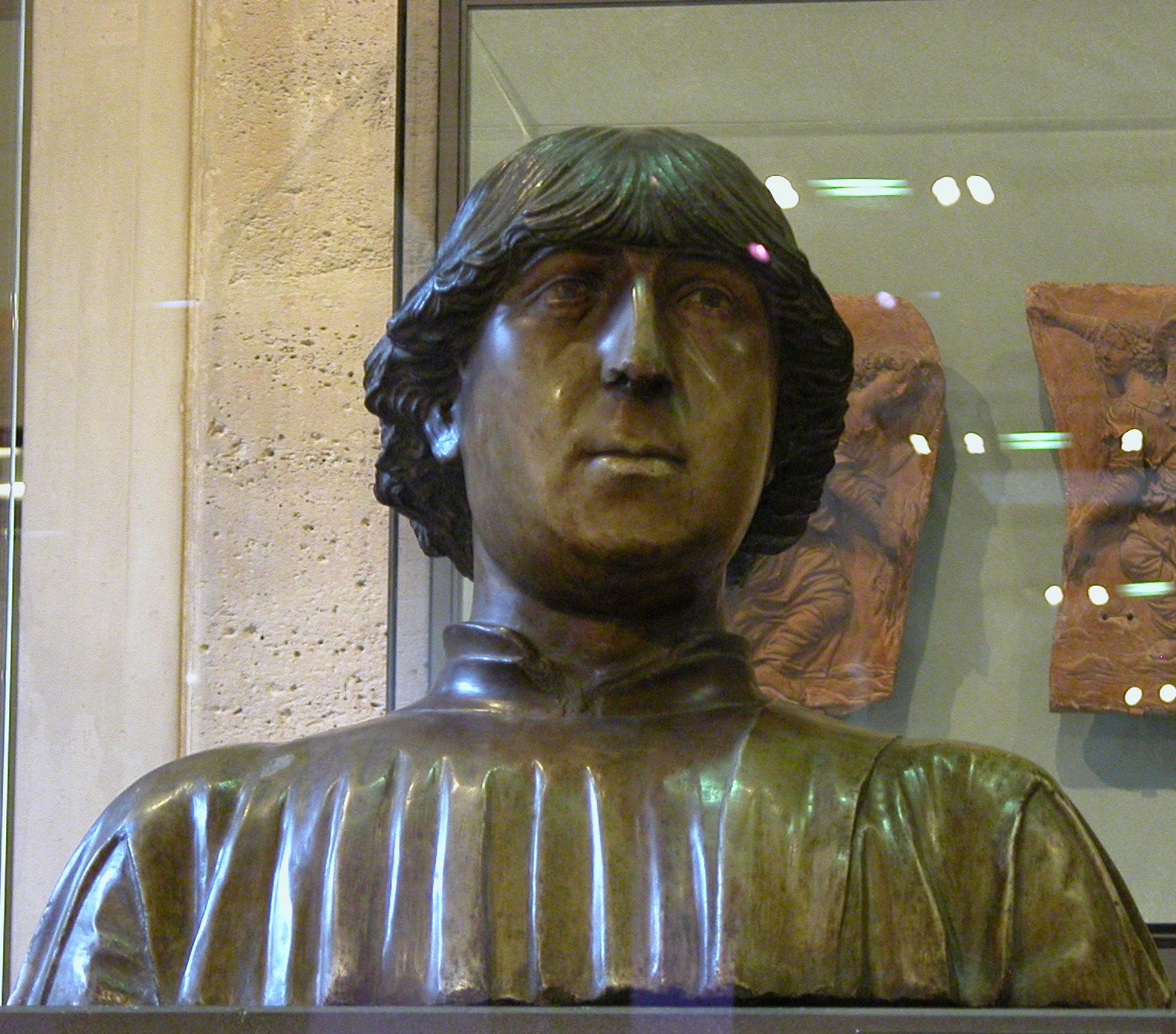
Ferrante I.

La guerra no pintaba bien para los florentinos: la falta de disciplina entre sus tropas, la escasez de dinero en la república, la peste que se extendió por la ciudad y la enemistad surgida entre el duque de Ferrara y el de Mantua, hicieron imposible el avance.  La ayuda militar de sus aliados fue escasa, comprometidos los venecianos en la guerra contra los turcos y enfrascados los milaneses en sofocar la rebelión que en Génova encabezaban el dux Prospero Adorno y el condottiero Roberto Sanseverino.  Aunque inicialmente hicieron algunos progresos en Perugia, los pontificios y napolitanos tomaron Radda, Castellina, Monte San Savino, Cacchiano, Casole d'Elsa, Certaldo, Castelfiorentino, Poggibonsi y Colle di Val d'Elsa.

#### Intentos diplomáticos
Con la retirada de los ejércitos de ambos bandos a sus cuarteles de invierno, la diplomacia de todas las partes involucradas en el conflicto intentaba conseguir la paz, incluyendo la intermediación del emperador Federico III del Sacro Imperio Romano Germánico, la de su hijo el duque de Borgoña Maximiliano I y la del rey Eduardo IV de Inglaterra. 
En abril de 1479 cesaron las hostilidades y el papa levantó las censuras eclesiásticas contra Florencia, pero las condiciones que propuso para terminar la guerra fueron excesivas: la humillación pública de Lorenzo de Médici, el reconocimiento de la libertad de Génova (bajo dominio de Milán), la cesión a los Estados Pontificios de Borgo San Sepolcro, una indemnización de 100.000 ducados y el compromiso de la liga florentina de no interferir en los asuntos de la Iglesia resultaron inaceptables para sus adversarios.

#### Lorenzo y Ferrante ajustan la paz

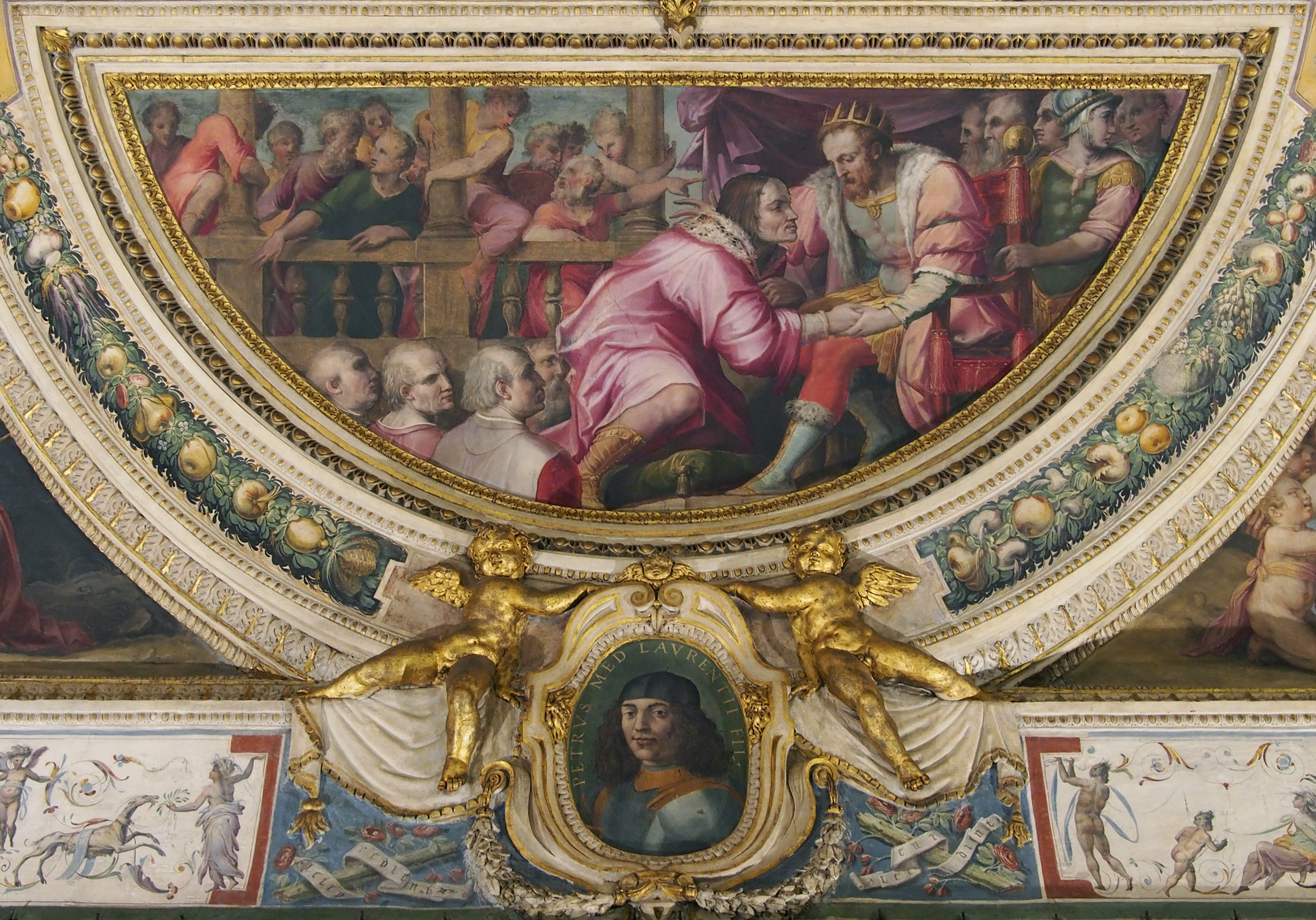
Lorenzo el Magnífico visita al rey Ferrante en Nápoles.

En diciembre de 1479 Lorenzo se embarcó en dirección a Nápoles para entregarse en manos del rey Ferrante, consciente de la dificultad de ganar la guerra por la vía militar y de la posibilidad de que los florentinos se rebelaran contra su persona.  
Después de tres meses de negociaciones tensas en las que también intermedió la duquesa de Calabria Ippolita Maria Sforza, a finales de febrero de 1480 Lorenzo regresó a Florencia, habiendo acordado con Ferrante la conservación mutua de ambos estados, el pago de cierta cantidad de dinero al duque de Calabria y la liberación de los Pazzi todavía presos. La devolución de las plazas ocupadas durante la guerra quedaba al arbitrio del rey Ferrante. 
El acuerdo de paz entre Florencia y Nápoles no fue del agrado ni de Venecia ni de la Santa Sede, quienes poco después firmaron una alianza bilateral, pero la conquista de Otranto por los turcos del sultán Mehmed II en el verano de 1480 vino a desviar la atención del conflicto en Toscana para centrarla en el peligro de las guerras otomanas en Europa y en la necesidad de unidad entre todos los estados italianos. 
En diciembre de 1480 una comisión de doce embajadores florentinos encabezada por Francesco Soderini viajó a Roma para pedir perdón al papa, que absolvió a la república de todas las censuras eclesiásticas a cambio de su ayuda militar contra los turcos. 
El rey Ferrante devolvió a los florentinos todas las plazas conquistadas por los napolitanos durante la guerra.

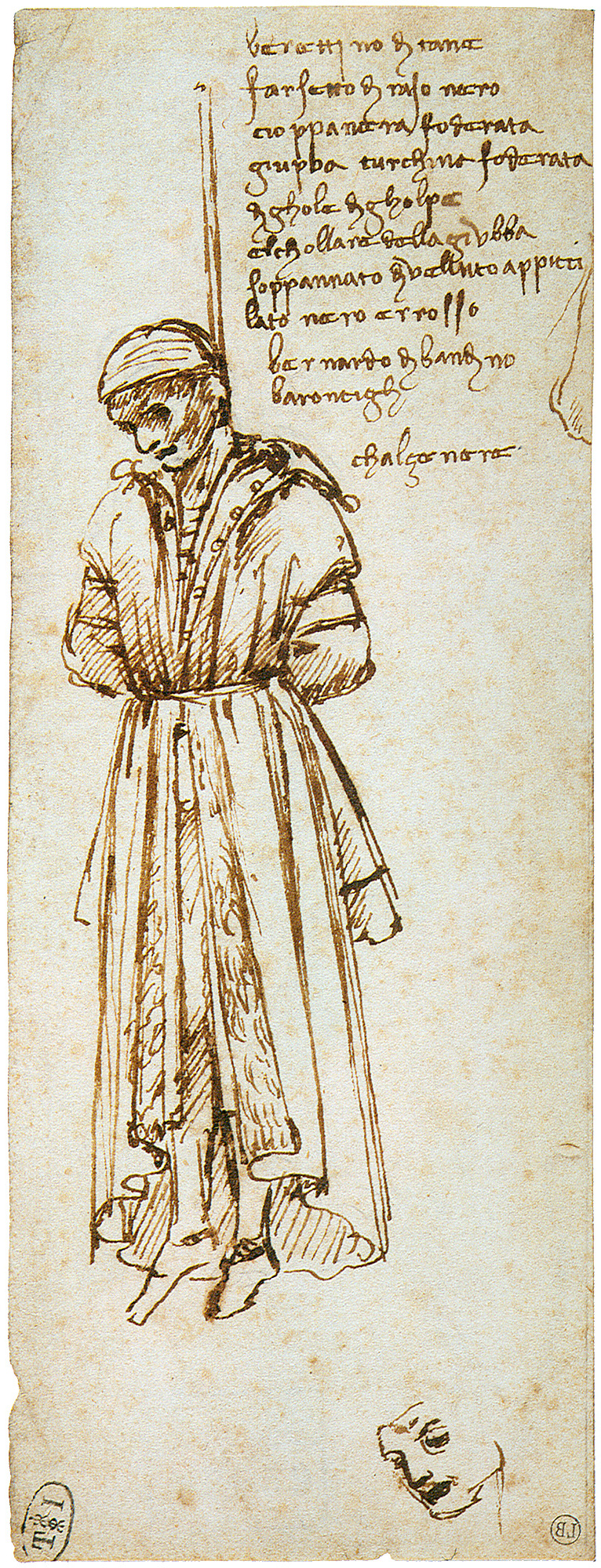
Bernardo Bandini.

## En la ficción
La conspiración de los Pazzi ha servido de inspiración a diversas novelas, obras teatrales, series de televisión y videojuegos, entre otras:
- La Congiura de' Pazzi, tragedia de Vittorio Alfieri, 1788;
- La cruz y el lirio dorado, de Fernando Fernán Gómez, 1998;
- I, Mona Lisa de Jeanne Kalogridis, 2006;
- La Conjura. Matar a Lorenzo de Medicis, de Eric Frattini, 2006;
- Le complot Pazzi de Claude Mossé, 2006;
- Quattrocento, de Susana Fortes, 2007;
- La serie de televisión de 2013 Los Demonios de Da Vinci también está inspirada en este acontecimiento;
- En la segunda temporada de la serie Los Medici, se muestra la conspiración;
- Una versión de ficción de la conjura fue la base para la historia "Black Masterpieces" de Elseworlds DC Comics, en Batman Annual #18;
- En el videojuego Assassin's Creed II se ficciona la conspiración, siendo el personaje jugable Ezio Auditore clave en el fracaso de la misma.